# Májápur
Májápur vagy Májápura (bengáli: মায়াপুর, angol: Mayapur) település India ÉK-i részén, Nyugat-Bengál államban. Kalkutta központjától közúton kb. 130 km-re északra, a Gangesz mellékága, a Huglí-folyó mellett fekszik. 
A Krisna-tudat nemzetközi szervezetének (ISKCON) székhelye és a vaisnavizmus híveinek egyik zarándokhelye, mivel itt született Csaitanja Maháprabhu, Krisna egyik megtestesülése. 

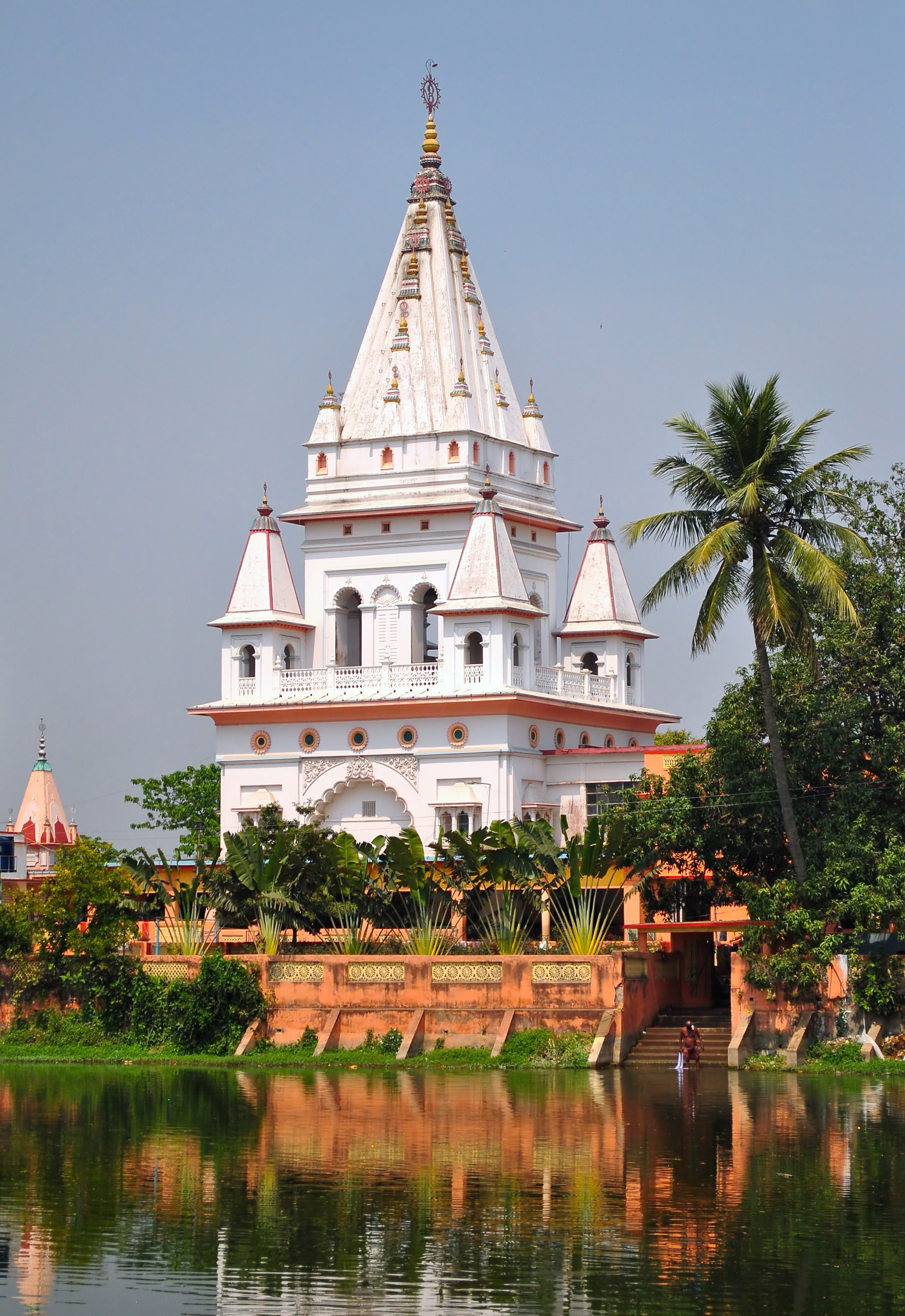
Yogapith, Csaitanja Maháprabhu-templom, Nabadwip

## Fordítás
- Ez a szócikk részben vagy egészben  a   Mayapur című angol Wikipédia-szócikk fordításán alapul.  Az eredeti cikk szerkesztőit annak laptörténete sorolja fel. Ez a jelzés csupán a megfogalmazás eredetét és a szerzői jogokat jelzi, nem szolgál a cikkben szereplő információk forrásmegjelöléseként.
- Ez a szócikk részben vagy egészben  a   Māyāpur című spanyol Wikipédia-szócikk fordításán alapul.  Az eredeti cikk szerkesztőit annak laptörténete sorolja fel. Ez a jelzés csupán a megfogalmazás eredetét és a szerzői jogokat jelzi, nem szolgál a cikkben szereplő információk forrásmegjelöléseként.